# Mistrovství světa juniorů v ledolezení
Mistrovství světa juniorů v ledolezení (anglicky UIAA Ice Climbing World Youth Championship) je zatím jediná celosvětová juniorská soutěž v ledolezení, první ročník se konal v roce 2013. Pořádá jej Mezinárodní horolezecká federace, jejímž členem je Český horolezecký svaz.
V roce 2023 bez účasti ruských závodníků.

## Závodní kategorie
- U16 (13 - 15 let)
- U19 (16 - 18 let)
- U21(19 - 21 let) - dříve U22

dle roku narození

## Přehledy MS juniorů
| Mistrovství | Mistrovství           | Mistrovství | Počty juniorů | Počty juniorů | Počty juniorů | Počty juniorek | Počty juniorek | Počty juniorek | O + R  |
| Rok         | Datum                 | Místo       | U16           | U19           | U22(U21)      | U16            | U19            | U22(U21)       | celkem |
| ----------- | --------------------- | ----------- | ------------- | ------------- | ------------- | -------------- | -------------- | -------------- | ------ |
| MSJ 2013    |                       | Saas Grund  |               |               |               |                |                |                |        |
| MSJ 2014    |                       | Champagny   |               |               |               |                |                |                |        |
| MSJ 2015    | 17.-18. ledna         | Saas-Fee    | 9+10          | 13+11         | 17+10         | 8+7            | 5+4            | 4+4            | 56+46  |
| MSJ 2016    | 5.-7. února           | Rabenstein  | 8+8           | 18+13         | 15+7          | 4+4            | 11+10          | 3+3            | 59+45  |
| MSJ 2017    | 10.-11. února         | Champagny   | 9+7           | 19+20         | 14+11         | 6+7            | 15+12          | 4+3            | 67+60  |
| MSJ 2018    | 5.-7. ledna           | Malbun      | 10+9          | 15+13         | 18+15         | 9+8            | 12+12          | 6+4            | 70+61  |
| MSJ 2019    | 28. února - 2. března | Oulu        | 10+9          | 20+18         | 14+13         | 11+11          | 12+12          | 10+9           | 77+72  |
| MSJ 2020    | 6.-8. března          | Kirov       | 6+6           | 9+9           | 12+10         | 6+6            | 9+9            | 11+11          | 53+51  |
| MSJ 2021    | 26.-28. února         | Ťumeň       | 0+7           | 0+8           | 0+7           | 0+6            | 0+6            | 0+5            | 0+39   |
| MSJ 2022    | 26.-29. ledna         | Saas-Fee    | 8+5           | 17+14         | 13+10         | 10+9           | 13+10          | 6+7            | 67+55  |
| MSJ 2023    | 24.-26. února         | Oulu        | 14+10         | 10+7          | 6+3           | 5+4            | 11+8           | 3+3            | 49+35  |

### Vítězové v ledolezení na obtížnost
| rok      | junioři            | junioři               | junioři           | juniorky           | juniorky             | juniorky           |
| rok      | U16                | U19                   | U22(U21)          | U16                | U19                  | U22(U21)           |
| -------- | ------------------ | --------------------- | ----------------- | ------------------ | -------------------- | ------------------ |
| MSJ 2013 | neznámá vlajka     | neznámá vlajka        | neznámá vlajka    | neznámá vlajka     | neznámá vlajka       | neznámá vlajka     |
| MSJ 2014 | neznámá vlajka     | neznámá vlajka        | Janez Svoljšak    | neznámá vlajka     | neznámá vlajka       | neznámá vlajka     |
| MSJ 2015 | Nikita Proščenko   | Yannick Glatthard     | Kevin Huser       | Valerija Bogdanová | Ekaterina Novoselova | Nadezda Smirnova   |
| MSJ 2016 | Ilia Kurochin      | Lukas Goetz           | Kevin Huser       | Iuliia Filateva    | Valerija Bogdanová   | Alena Kočebajevová |
| MSJ 2017 | Maksim Reshetnikov | Louna Ladevant        | Yannick Glatthard | Evgeniia Iashkova  | Sina Goetz           | Alena Kočebajevová |
| MSJ 2018 | Maksim Reshetnikov | Louna Ladevant        | Lukas Goetz       | Evgeniia Iashkova  | Valerija Bogdanová   | Sina Goetz         |
| MSJ 2019 | Keenan Griscom     | Ivan Loshchenko       | Yannick Glatthard | Daria Glotova      | Victoria Holub       | Sina Goetz         |
| MSJ 2020 | Zakhar Novoselov   | Linus Beck            | Ilia Kurochkin    | Polina Bratukhina  | Daria Glotova        | Sina Goetz         |
| MSJ 2021 | jen rychlost       | jen rychlost          | jen rychlost      | jen rychlost       | jen rychlost         | jen rychlost       |
| MSJ 2022 | Landers Gaydosh    | Keenan Griscom        | Ivan Loshchenko   | Arina Kolegova     | Polina Bratukhina    | Iuliia Filateva    |
| MSJ 2023 | Robbie Gorn        | Jorge Veiga Rodríguez | Milan Pellissier  | Boijer-Spoof Lili  | Lorena Beck          | Celina Bosshard    |

### Vítězové v ledolezení na rychlost
| rok      | junioři            | junioři           | junioři            | juniorky           | juniorky           | juniorky               |
| rok      | U16                | U19               | U22(U21)           | U16                | U19                | U22(U21)               |
| -------- | ------------------ | ----------------- | ------------------ | ------------------ | ------------------ | ---------------------- |
| MSJ 2013 | neznámá vlajka     | neznámá vlajka    | neznámá vlajka     | neznámá vlajka     | neznámá vlajka     | neznámá vlajka         |
| MSJ 2014 | neznámá vlajka     | neznámá vlajka    | neznámá vlajka     | neznámá vlajka     | neznámá vlajka     | neznámá vlajka         |
| MSJ 2015 | Aleksei Tselitskii | Vadim Malshchukov | Vladimir Kartašev  | Valerija Bogdanová | Sina Goetz         | Jekatěrina Koščejevová |
| MSJ 2016 | Nikita Glazyrin    | Vadim Malshchukov | Vladimir Kartašev  | Elizaveta Malygina | Valerija Bogdanová | Jekatěrina Koščejevová |
| MSJ 2017 | Vladislav Temerev  | Nikita Glazyrin   | Radomir Proščenko  | Elizaveta Smerdova | Valerija Bogdanová | Vivien Labarile        |
| MSJ 2018 | Danila Bikulov     | Nikita Glazyrin   | Anton Sucharev     | Olga Vylegzhanina  | Valerija Bogdanová | Diana Galimova         |
| MSJ 2019 | Danila Naumov      | Nikita Glazyrin   | Vadim Malshchukov  | Daria Glotova      | Irina Dubovcevová  | Valerija Bogdanová     |
| MSJ 2020 | Zakhar Novoselov   | Danila Bikulov    | Anton Sucharev     | Olga Vylegzhanina  | Daria Glotova      | Irina Dubovcevová      |
| MSJ 2021 | Roman Shubin       | Danila Bikulov    | Vladislav Temerev  | Arina Kolegova     | Daria Glotova      | Irina Dubovcevová      |
| MSJ 2022 | Roman Shubin       | Danila Naumov     | Nikita Glazyrin    | Arina Kolegova     | Anna Altsibeeva    | Iuliia Filateva        |
| MSJ 2023 | Gaydosh Landers    | Konstantin Wille  | Robert Seregi Erno | Lumi Pellikka      | Lorena Beck        | Caitlin Russell-Connor |

### Umístění českých závodníků
| Mistrovství | Umístění | Jméno           | Kategorie | Disciplína |
| ----------- | -------- | --------------- | --------- | ---------- |
| MSJ 2013    |          |                 |           |            |
| MSJ 2014    |          |                 |           |            |
| MSJ 2015    | —        | —               | —         | —          |
| MSJ 2016    | 18.      | Pavel Krutil    | U19       | obtížnost  |
| MSJ 2016    | 13.      | Pavel Krutil    | U19       | rychlost   |
| MSJ 2017    |          |                 |           |            |
| MSJ 2018    | 12.      | Aneta Loužecká  | U19       | obtížnost  |
| MSJ 2018    | 11.      | Aneta Loužecká  | U19       | rychlost   |
| MSJ 2019    | 9.       | Aneta Loužecká  | U22       | obtížnost  |
| MSJ 2019    | .        | Aneta Loužecká  | U22       | rychlost   |
| MSJ 2020    | 4.       | Aneta Loužecká  | U21       | obtížnost  |
| MSJ 2020    | 4.       | Aneta Loužecká  | U21       | rychlost   |
| MSJ 2021    | 5.       | Aneta Loužecká  | U21       | rychlost   |
| MSJ 2022    | —        | —               | —         | —          |
| MSJ 2023    | .        | Matyáš Lienerth | U16       | rychlost   |
| MSJ 2023    | 6        | Matyáš Lienerth | U16       | obtížnost  |

## Vítězové podle zemí
| Pořadí | Země               | 2013 | 2014 | 2015 | 2016 | 2017 | 2018 | 2019 | 2020 | 2021 | 2022 | 2023 | Celkem |
| ------ | ------------------ | ---- | ---- | ---- | ---- | ---- | ---- | ---- | ---- | ---- | ---- | ---- | ------ |
| 1.     | Rusko              |      |      | 9    | 10   | 8    | 9    | 8    | 10   | 6    | 10   |      | 70     |
| 2.     | Švýcarsko          |      |      | 3    | 2    | 3    | 2    | 2    | 1    |      |      | 1    | 14     |
| .      | USA                |      |      |      |      |      |      | 1    |      |      | 2    | 1    | 4      |
| .      | Lichtenštejnsko    |      |      |      |      |      |      |      | 1    |      |      | 3    | 4      |
| .      | Francie            |      |      |      |      | 1    | 1    |      |      |      |      | 1    | 3      |
| .      | Finsko             |      |      |      |      |      |      |      |      |      |      | 2    | 2      |
| .      | Spojené království |      |      |      |      |      |      |      |      |      |      | 2    | 2      |
| .      | Ukrajina           |      |      |      |      |      |      | 1    |      |      |      |      | 1      |
| .      | Španělsko          |      |      |      |      |      |      |      |      |      |      | 1    | 1      |
| .      | Maďarsko           |      |      |      |      |      |      |      |      |      |      | 1    | 1      |
|        | Celkem             |      |      | 12   | 12   | 12   | 12   | 12   | 12   | 6    | 12   | 12   | 102    |

* poznámka: jen částečné součty (2015-2018)